# Miss Universo 1981
Miss Universo 1981, la 30.ª edición del concurso de belleza Miss Universo, se llevó a cabo en el Teatro Minskoff, Nueva York (Estados Unidos) el 20 de julio.
Setenta y seis candidatas, representantes de igual número de países y territorios, compitieron en esta versión del certamen. Al final del evento, Shawn Weatherly, Miss Universo 1980, de Estados Unidos, coronó como su sucesora a Irene Sáez, de Venezuela. Elegida por un jurado de trece personas, la ganadora, de 19 años, se convirtió en la segunda representante de su país en obtener el título de Miss Universo después de Maritza Sayalero (Miss Universo 1979).
Este fue el decimoquinto concurso animado de forma consecutiva por el presentador de televisión estadounidense Bob Barker. Como comentarista, actuó la actriz de cine alemana Elke Sommer. El programa fue transmitido vía satélite por la cadena de televisión estadounidense CBS y su estación principal WCBS-TV. El artista australiano Peter Allen, el elenco de 42nd Street y el Coro del Comando de Entrenamiento Aéreo Naval de Estados Unidos se encargaron del entretenimiento.

## Antecedentes

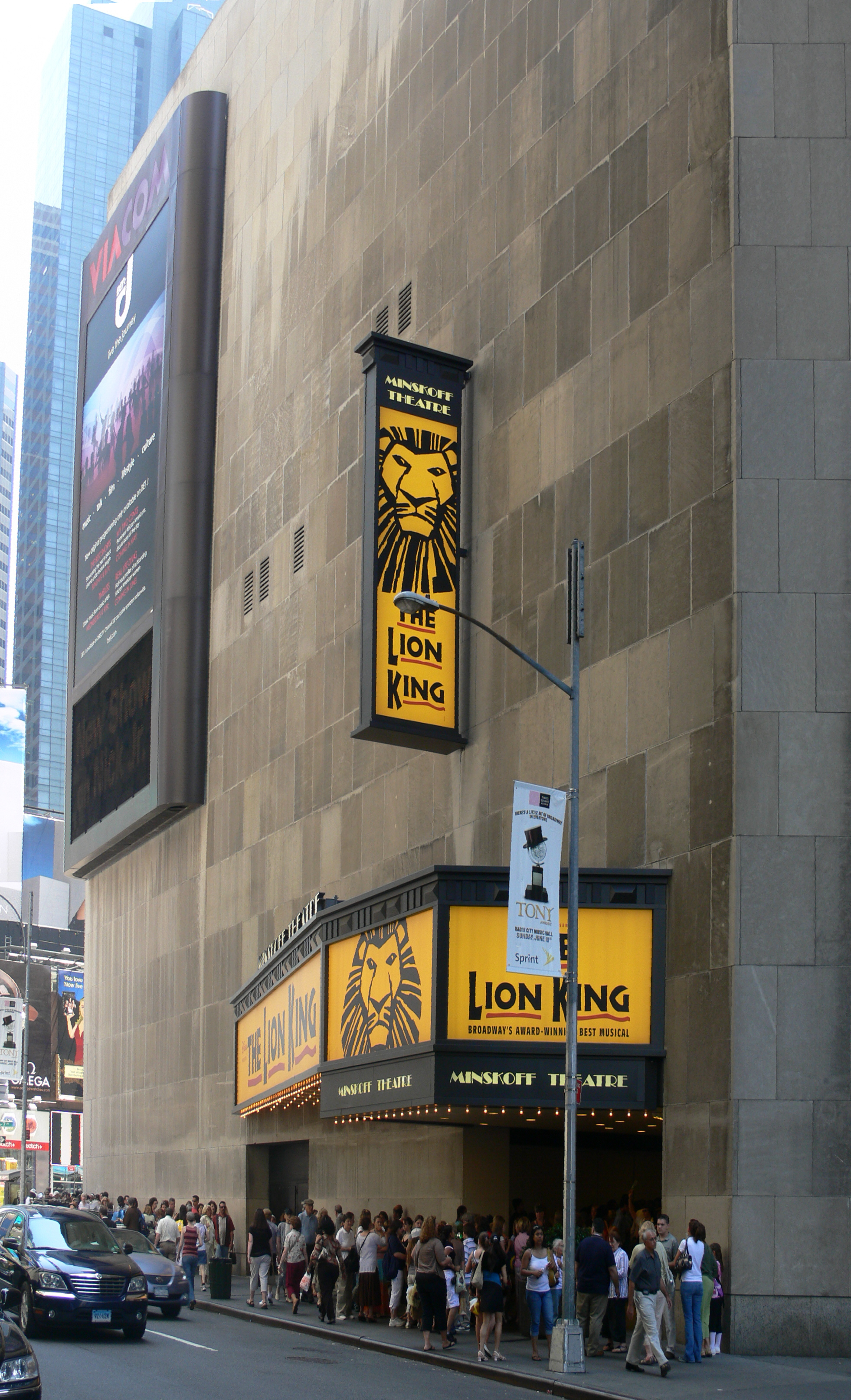
Teatro Minskoff, recinto sede de Miss Universo 1981

### Sede y fecha
En 1980, Miss Universe Inc. expresó la esperanza de que el concurso se llevara a cabo en Taiwán, pero no se realizaron negociaciones al respecto. Posteriormente, el 19 de enero de 1981, Guatemala anunció su intención de organizar el concurso de Miss Universo. Sin embargo, las negociaciones no prosperaron debido a razones económicas. También se consideró la posibilidad de celebrar el concurso en Buenos Aires (Argentina) pero las negociaciones no continuaron debido a la inestabilidad política del país.
El 7 de abril de 1981, la vicealcaldesa de Desarrollo Económico de Nueva York, Karen Gerard, anunció que el concurso se llevaría a cabo en la ciudad de Nueva York (Estados Unidos) el 20 de julio de 1981. Esta edición también marcó el regreso del concurso a Estados Unidos después de una década en la que se había llevado a cabo en diferentes países del mundo.

### Selección de candidatas

#### Reemplazos
Irene Lo, primera finalista de Miss Hong Kong 1981, asumió la representación de su país en el concurso, después de que la ganadora original, Doris Loh, fuera destituida por haber falsificado su edad. Loh había modificado su pasaporte, cambiando su edad de 25 a 22, con el fin de cumplir con el requisito de edad establecido por el concurso.

#### Debuts, regresos y retiros
Esta edición marcó los debuts de Gibraltar, Namibia y Samoa Occidental, y los regresos de Chipre, Fiyi, Martinica, Portugal, San Cristóbal y Nieves, Sudáfrica y Transkei. Martinica había competido por última vez 1957, Chipre en 1974, mientras que los demás en 1979. Indonesia, Mauricio, Papúa Nueva Guinea y San Martín se retiraron de la competencia.
Carole Fitzgerald, representante de Mauricio, se retiró de la competencia debido a la nostalgia de su hogar y familia.

## Resultados

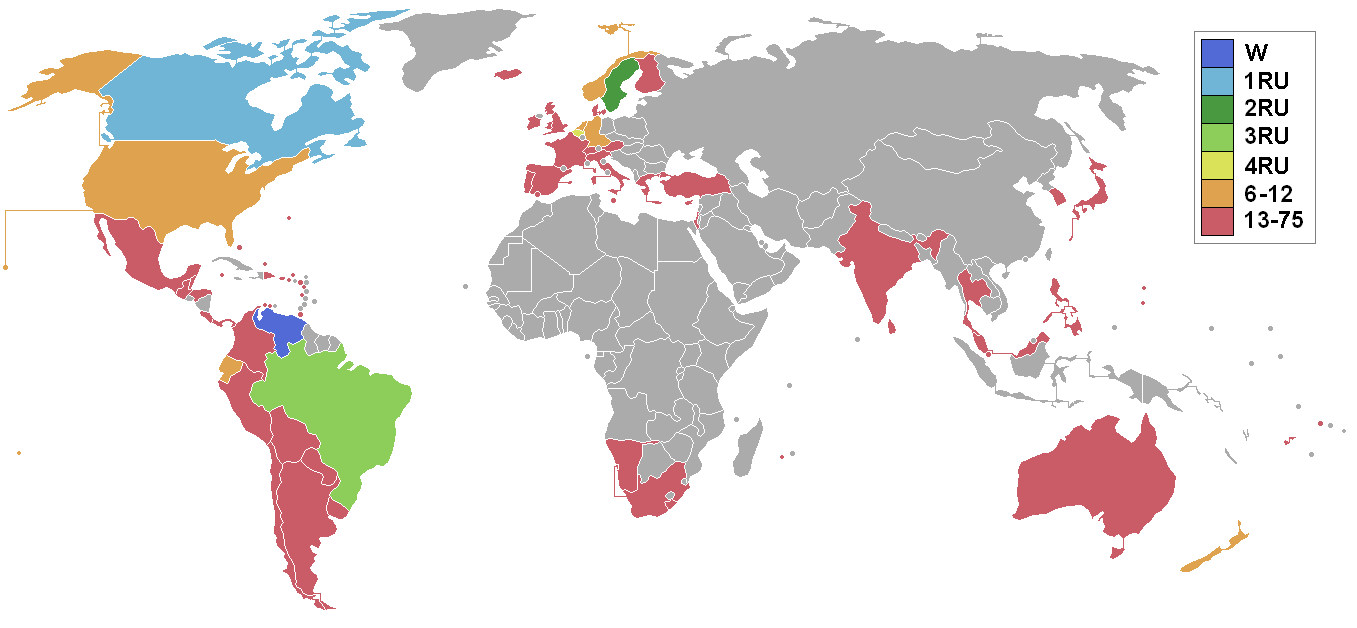
Países y territorios que enviaron candidatas y resultados para Miss Universo 1981

### Clasificación final
La ganadora, las finalistas y las semifinalistas son las siguientes candidatas:
| Posición           | Concursante |
| ------------------ | --- |
| Miss Universo 1981 | - Venezuela - Irene Sáez (19) |
| 1.ª finalista      | - Canadá - Dominique Dufour (22) |
| 2.ª finalista      | - Suecia - Eva Lena Lundgren (19) |
| 3.ª finalista      | - Brasil - Adriana Alves de Oliveira (18) |
| 4.ª finalista      | - Bélgica - Dominike van Eeckhoudt (20) |
| Semifinalistas     | - Tahití - Tatiana Teraiamano (18) - Noruega - Mona Olsen (20) - Alemania Occidental - Marion Kurz (20) - Holanda (Países Bajos) - Ingrid Schouten (20) - Estados Unidos - Kim Seelbrede (20) - Ecuador - Lucía Vinueza (18) - Nueva Zelanda - Elizabeth Thomsen (21) |

### Premios especiales
Los premios de Traje nacional, Miss Simpatía y Miss Fotogénica fueron otorgados a las siguientes naciones y candidatas:
| Premio          | Premio          | Concursante                          |
| --------------- | --------------- | ------------------------------------ |
| Traje nacional  | Ganadora        | - Brasil - Adriana Alves de Oliveira |
| Traje nacional  | 2.º lugar       | - Venezuela - Irene Sáez             |
| Traje nacional  | 3.er lugar      | - Corea del Sur - Lee Eun Jung       |
| Miss Simpatía   | Miss Simpatía   | - Bahamas - Linda Teresa Smith       |
| Miss Fotogénica | Miss Fotogénica | - Dinamarca - Tina Brandstrup        |

## Puntajes oficiales
Según el orden en el que las doce semifinalistas fueron anunciadas, sus puntajes oficiales fueron los siguientes:
| País             | Promedio preliminar | Entrevista | Traje de baño | Traje de noche | Promedio semifinal |
| ---------------- | ------------------- | ---------- | ------------- | -------------- | ------------------ |
| Holanda          | 8.133 (7)           | 7.590 (9)  | 7.633 (9)     | 7.625 (9)      | 7.616 (9)          |
| Ecuador          | 7.967 (9)           | 7.442 (10) | 7.300 (12)    | 7.317 (12)     | 7.353 (11)         |
| Nueva Zelanda    | 8.063 (8)           | 6.950 (12) | 7.492 (11)    | 7.350 (11)     | 7.264 (12)         |
| Suecia           | 7.967 (10)          | 8.658 (2)  | 8.050 (6)     | 8.179 (4)      | 8.296 (3)          |
| Brasil           | 8.330 (4)           | 8.191 (5)  | 8.416 (3)     | 7.824 (7)      | 8.144 (5)          |
| Estados Unidos   | 8.527 (2)           | 7.427 (11) | 7.617 (10)    | 7.653 (8)      | 7.566 (10)         |
| Noruega          | 8.259 (5)           | 8.435 (4)  | 7.717 (8)     | 7.838 (6)      | 7.997 (7)          |
| Venezuela        | 8.575 (1)           | 8.966 (1)  | 9.024 (1)     | 8.887 (1)      | 8.959 (1)          |
| Bélgica          | 8.223 (6)           | 8.529 (3)  | 8.881 (2)     | 8.268 (3)      | 8.559 (2)          |
| Alemania Federal | 8.400 (3)           | 7.875 (8)  | 8.041 (7)     | 7.442 (10)     | 7.786 (8)          |
| Tahití           | 7.940 (11)          | 8.149 (7)  | 8.137 (4)     | 7.962 (5)      | 8.083 (6)          |
| Canadá           | 7.913 (12)          | 8.167 (6)  | 8.133 (5)     | 8.508 (2)      | 8.269 (4)          |

Las cinco finalistas fueron anunciadas en el siguiente orden: Suecia, Brasil, Bélgica, Venezuela y Canadá.

## Competencia preliminar: traje de baño
Los puntajes de las candidatas en la competencia preliminar de traje de baño fueron los siguientes (las doce semifinalistas aparecen en letra cursiva y la ganadora, además, en negrita):
- 8.510 Estados Unidos
- 8.440 Alemania
- 8.380 Tahití
- 8.375 Venezuela
- 8.350 Noruega
- 8.230 Finlandia
- 8.200 Brasil
- 8.140 Bélgica
- 8.080 Sri Lanka
- 8.040 Suecia
- 8.000 Ecuador
- 7.980 Nueva Zelanda
- 7.870 Holanda
- 7.840 Sudáfrica
- 7.830 Uruguay
- 7.770 Islandia
- 7.670 Guadalupe
- 7.610 Francia
- 7.580 Perú
- 7.540 Colombia
- 7.510 Canadá
- 7.510 Israel
- 7.460 Australia
- 7.410 Italia
- 7.380 Irlanda
- 7.270 Martinica
- 7.250 Panamá
- 7.240 Gales
- 7.140 Inglaterra
- 7.130 Puerto Rico
- 7.120 Chile
- 7.100 República Dominicana
- 7.100 India
- 7.080 Suiza
- 7.040 Bahamas
- 6.990 Filipinas
- 6.970 Corea
- 6.970 Namibia
- 6.920 España
- 6.910 México
- 6.870 Gibraltar
- 6.860 Transkei
- 6.850 Escocia
- 6.800 Grecia
- 6.788 Chipre
- 6.760 Singapur
- 6.750 Austria
- 6.730 Japón
- 6.720 Costa Rica
- 6.710 Trinidad y Tobago
- 6.690 Guam
- 6.690 Paraguay
- 6.680 Turquía
- 6.670 Dinamarca
- 6.670 Malasia
- 6.580 Bolivia
- 6.550 Tailandia
- 6.510 Curazao
- 6.500 Fiyi
- 6.500 Samoa Occidental
- 6.480 Guatemala
- 6.465 Belice
- 6.420 Islas Caimán
- 6.420 Malta
- 6.400 Aruba
- 6.350 Mauricio
- 6.330 Islas Vírgenes de los Estados Unidos
- 6.230 San Cristóbal y Nieves
- 6.206 Islas Vírgenes Británicas
- 6.140 Bermudas
- 6.080 Islas Marianas del Norte
- 6.070 Islas Turcas y Caicos
- ¿? Argentina
- ¿? Honduras
- ¿? Hong Kong
- ¿? Portugal
- ¿? Reunión

## El concurso

### Formato
Se seleccionaron doce semifinalistas mediante una competición preliminar y entrevistas a puerta cerrada. Las semifinalistas respondieron preguntas en una breve entrevista en el escenario con el presentador, Bob Barker, y participaron en la competencia de trajes de baño y de noche. Después, se les hizo la misma pregunta final a las cinco finalistas. Finalmente, los jueces emitieron su voto individual, asignando un número según su preferencia (1 para la ganadora, 2 para la primera finalista, etc.). Cada candidata se presentó en el escenario y los jueces votaron. Luego, se anunciaron los resultados.

### Panel de jueces
El panel de jueces estuvo conformado por las siguientes trece personas:
- Sammy Cahn, letrista, compositor y músico estadounidense
- Chang Kang Jae, periodista y empresario surcoreano
- Pelé, futbolista brasileño
- Julio Iglesias, cantante español
- Itzik Kol, productor de cine y televisión israelí
- Lee Majors, actor estadounidense
- Mary McFadden, coleccionista de arte, editora, diseñadora de moda y escritora estadounidense
- David Merrick, productor de teatro estadounidense
- Anna Moffo, cantante de ópera, personalidad televisiva y actriz estadounidense
- LeRoy Neiman, pintor y grabador estadounidense
- Lorin Hollander, pianista estadounidense
- Francesco Scavullo, fotógrafo estadounidense
- Corinna Tsopei, Miss Grecia 1964 y Miss Universo 1964

## Concursantes
Las candidatas al título de Miss Universo 1981 fueron las siguientes:
| País/Territorio                      | Candidata                 | Edad | Procedencia             |
| ------------------------------------ | ------------------------- | ---- | ----------------------- |
| Alemania Occidental                  | Marion Kurz               | 20   | Baviera                 |
| Argentina                            | Susana Reynoso            | 20   | Buenos Aires            |
| Aruba                                | Synia Reyes               | —    | —                       |
| Australia                            | Karen Sang                | —    | Sídney                  |
| Austria                              | Gudrun Gollop             | —    | Viena                   |
| Bahamas                              | Linda Teresa Smith        | 21   | Nasáu                   |
| Bélgica                              | Dominique van Eeckhoudt   | 20   | Bruselas                |
| Belice                               | Ivette Zabaneh            | —    | Belmopán                |
| Bermudas                             | Cymone Tucker             | 21   | Parroquia de Smith      |
| Bolivia                              | Vivian Maricruz Aponte    | —    | Santa Cruz de la Sierra |
| Brasil                               | Adriana Alves de Oliveira | 18   | Río de Janeiro          |
| Canadá                               | Dominique Dufour          | 22   | Laval                   |
| Chile                                | María Soledad Hurtado     | —    | Valparaíso              |
| Chipre                               | Katia Angelidou           | 19   | Lárnaca                 |
| Colombia                             | Ana Edilma -Eddy- Cano    | 18   | Medellín                |
| Corea del Sur                        | Lee Eun-jung              | —    | Seúl                    |
| Costa Rica                           | Rosa Inés Solís           | —    | San José                |
| Curazao                              | Maria Maxima Croes        | —    | Willemstad              |
| Dinamarca                            | Tina Brandstrup           | 20   | Copenhague              |
| Ecuador                              | Lucía Isabel Vinueza      | 18   | Guayaquil               |
| Escocia                              | Anne McFarlane            | 18   | Glasgow                 |
| España                               | Frances Ondiviela         | 24   | Las Palmas              |
| Estados Unidos                       | Kim Seelbrede             | 20   | Germantown              |
| Filipinas                            | Maria Caroline Mendoza    | —    | Manila                  |
| Finlandia                            | Merja Varvikko            | —    | Forssa                  |
| Francia                              | Isabelle Benard           | 23   | Normandía               |
| Fiyi                                 | Lynn McDonald             | —    | Suva                    |
| Gales                                | Karen Stannard            | 22   | Newport                 |
| Gibraltar                            | Yvette Dominguez          | 19   | Gibraltar               |
| Grecia                               | Maria Nikouli             | —    | Atenas                  |
| Guadalupe                            | Rosette Bivuoac           | —    | Basse-Terre             |
| Guam                                 | Bertha Harmon             | —    | Talofofo                |
| Guatemala                            | Yuma Rossana Lobos        | 19   | Ciudad de Guatemala     |
| Holanda                              | Ingrid Schouten           | 20   | La Haya                 |
| Honduras                             | Leslie Sabillón           | —    | Francisco Morazán       |
| Hong Kong                            | Irene Lo                  | 21   | Hong Kong               |
| India                                | Rachita Kumar             | 19   | Bombay                  |
| Inglaterra                           | Joanna Longley            | 25   | Windsor                 |
| Irlanda                              | Valerie Roe               | 21   | Dublín                  |
| Islandia                             | Elisabet Trausdóttir      | 17   | Reikiavik               |
| Islas Caimán                         | Donna Myrie               | 20   | George Town             |
| Islas Marianas del Norte             | Juanita Mendiola          | —    | Tinián                  |
| Islas Turcas y Caicos                | Frances Rigby             | —    | Gran Turca              |
| Islas Vírgenes Británicas            | Carmen Nibbs              | 18   | Tórtola                 |
| Islas Vírgenes de los Estados Unidos | Marise James              | —    | Santa Cruz              |
| Israel                               | Daniela Wechsler          | 17   | Guivatayim              |
| Italia                               | Anna Kanakis              | 20   | Messina                 |
| Japón                                | Mineko Orisaku            | 20   | Kioto                   |
| Malasia                              | Audrey Loh                | —    | Kuala Lumpur            |
| Malta                                | Susanne Galea             | —    | San Julián              |
| Martinica                            | Ghislaine Jean-Louis      | —    | Fort-de-France          |
| México                               | Judith González           | 18   | Monterrey               |
| Namibia                              | Antoinette Knoetze        | —    | Windhoek                |
| Nueva Zelanda                        | Donella Thomsen           | 21   | Auckland                |
| Noruega                              | Mona Olsen                | 20   | Oslo                    |
| Panamá                               | Ana María Henríquez       | 21   | Ciudad de Panamá        |
| Paraguay                             | María Isabel Urízar       | —    | Asunción                |
| Perú                                 | Gladys Silva Cancino      | —    | Lima                    |
| Portugal                             | Paula Machado Moura       | —    | Lisboa                  |
| Puerto Rico                          | Carmen Lotti Rodríguez    | 20   | Guaynabo                |
| República Dominicana                 | Lucía Peña Veras          | —    | Puerto Plata            |
| Reunión                              | Patricia Abadie           | —    | Saint-Paul              |
| Samoa Occidental                     | Lenita Marianne Schwalger | —    | Apia                    |
| San Cristóbal                        | Marva Warner              | —    | Sandy Point             |
| Singapur                             | Florence Tan              | 21   | Singapur                |
| Sri Lanka                            | Renuka Jesudhason         | 18   | Matale                  |
| Sudáfrica                            | Daniela di Paolo          | —    | Durban                  |
| Suecia                               | Eva-Lena Lundgren         | 19   | Piteå                   |
| Suiza                                | Brigitte Voss             | —    | Burgdorf                |
| Tahití                               | Tatiana Teraiamano        | 18   | Papeete                 |
| Tailandia                            | Massupha Karbprapun       | 21   | Bangkok                 |
| Transkei                             | Kedibone Letlaka          | —    | Tsolo                   |
| Trinidad y Tobago                    | Rohini Samaroo            | —    | San Fernando            |
| Turquía                              | Şenay Unlu                | —    | Ankara                  |
| Uruguay                              | Griselda Anchorena        | 20   | Montevideo              |
| Venezuela                            | Irene Sáez Conde          | 19   | Caracas                 |